# Iglesia San Juan Bautista (Burlada)
La Iglesia de San Juan Bautista es un templo religioso católico de construcción moderna, sustituyendo a la antigua iglesia románica, que actualmente funciona como parroquia del pueblo Burlada en la Comunidad Foral de Navarra. Está situada esta localidad a 3 km de Pamplona y pertenece a la Merindad de Sangüesa, una de las merindades históricas en la que se divide la comunidad.

## La antigua iglesia
La antigua iglesia de San Juan Bautista, de la que se conservan fotografías del año 1931, se encontraba en la Plaza San Juan, junto a la parte vieja de la localidad y muy cerca del río Arga que discurre por la localidad. Aunque en la actualidad no quedan restos del edificio, se sabe a través de fotografías que la iglesia era de arquitectura románica con torre campanario prismática y contrafuertes laterales, y estaba adosada a una casa, el palacio del arcediano, de estilo gótico con puerta apuntada sobre la que había un matacán apoyado en tres ménsulas de rollo flanqueada por ventanas geminadas con tracería gótica. Este palacio también contaba con un patio interior.

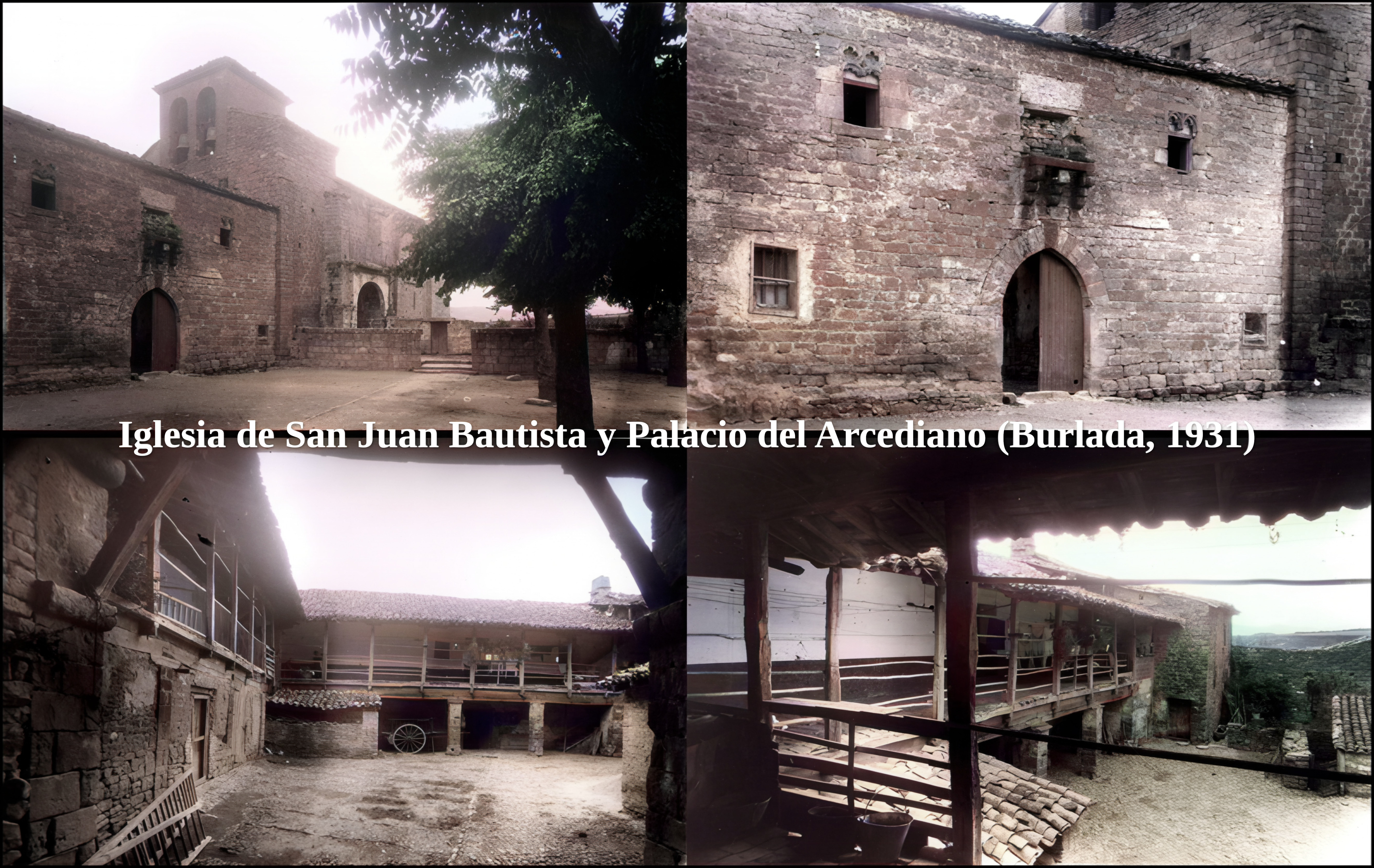
Antiguos edificios, ya desaparecidos, de la iglesia de San Juan Bautista y el adosado palacio del Arcediano (Burlada)

Dentro de esta antiguo templo había un retablo mayor, dedicado a San Juan Bautista, de estilo plateresco (1529-1546), pintado por Juan del Bosque y entallado por Esteban de Obray, y un retablo dedicado a San Blas, de Bernat de Flandes (1556) que también realizó otro ya desaparecido y dedicado a Santa Catalina. Ambos retablos, en 1956, fueron vendidos a la Institución Príncipe de Viana (Diputación Foral de Navarra) y actualmente se conservan y exponen en el Museo de Navarra.

## La nueva iglesia

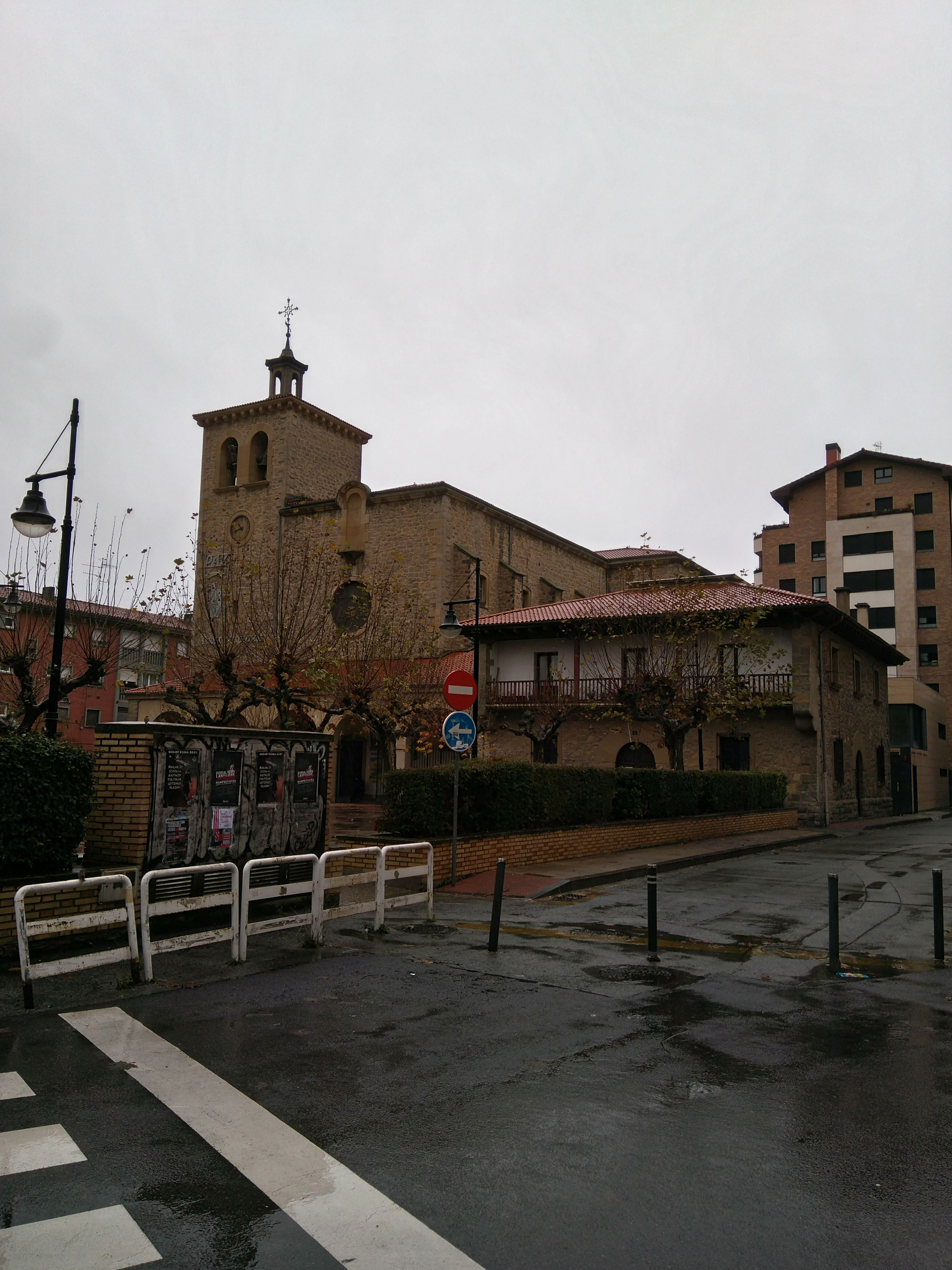

En la década de los 70, y debido al rápido crecimiento de la población del municipio, los alrededores de este templo se encontraban construidos con nuevas edificaciones destinadas a viviendas. Es en ese momento cuando se decidió derruir la antigua iglesia para construir casas para los maestros/as. 
José Yarnoz Larrosa, arquitecto en aquel momento de la Institución Príncipe de Viana, describió la obra como “un buen elemento artístico, fino de composición y ejecución con una arquitectura digna y bien conservada”.
La nueva iglesia parroquial se encuentra en la Plaza de la Iglesia 4, en el centro de la localidad. La primera piedra de esta nueva iglesia se colocó el 24 de junio de 1952 (festividad de San Juan Bautista) y se inauguró dos años más tarde, el 15 de octubre de 1954. Javier Yarnoz fue el arquitecto del proyecto de construcción. Es un edificio de construcción moderna. Cuenta con planta de cruz latina con una nave de tres tramos con capillas poco profundas entre contrafuertes en los tres tramos más próximos a la cabecera plana. 
La cubierta es de bóveda de cañón con lunetos y el crucero con bóveda de arista. En el lado de la Epístola, o lado derecho,a la altura del primer tramo, se encuentra la pila bautismal, que procede de la antigua iglesia. Este elemento contiene un relieve del titular de la parroquia fechado en la segunda mitad del siglo XVIII. En el lado del Evangelio o lado izquierdo, se encuentra la sacristía. Un coro de obra se sitúa a los pies de la nave.
La fachada exterior es de sillarejo y la torre es  cuadrangular situada en el lado izquierdo del templo. La entrada principal se encuentra bajo un pórtico y la casa parroquial está anexa a la iglesia.
En el interior, el mobiliario que lo decora procede de diferentes localidades de Navarra. El actual retablo mayor que preside el templo es de estilo neoclásico y procede de la catedral de Pamplona. Fue realizado por el pintor Juan del Bosque en el siglo XVI. Se encuentra en buen estado de conservación. 
El retablo de San José procede de Gorráiz, pueblo cercano que se encuentra en el Valle de Egüés y data del segundo tercio del siglo XVI.
En el lado derecho, en el muro del crucero hay una talla de la Inmaculada de porte regio. Esta obra  procede del pueblo de Fontellas en la Merindad de Tudela. Es de estilo romanista y está fechada hacia el año 1600.
También hay un Crucificado que procede del pueblo de Aldunate.  Es de la época renacentista , más concretamente del segundo tercio del siglo XVI.

Vistas del conjunto
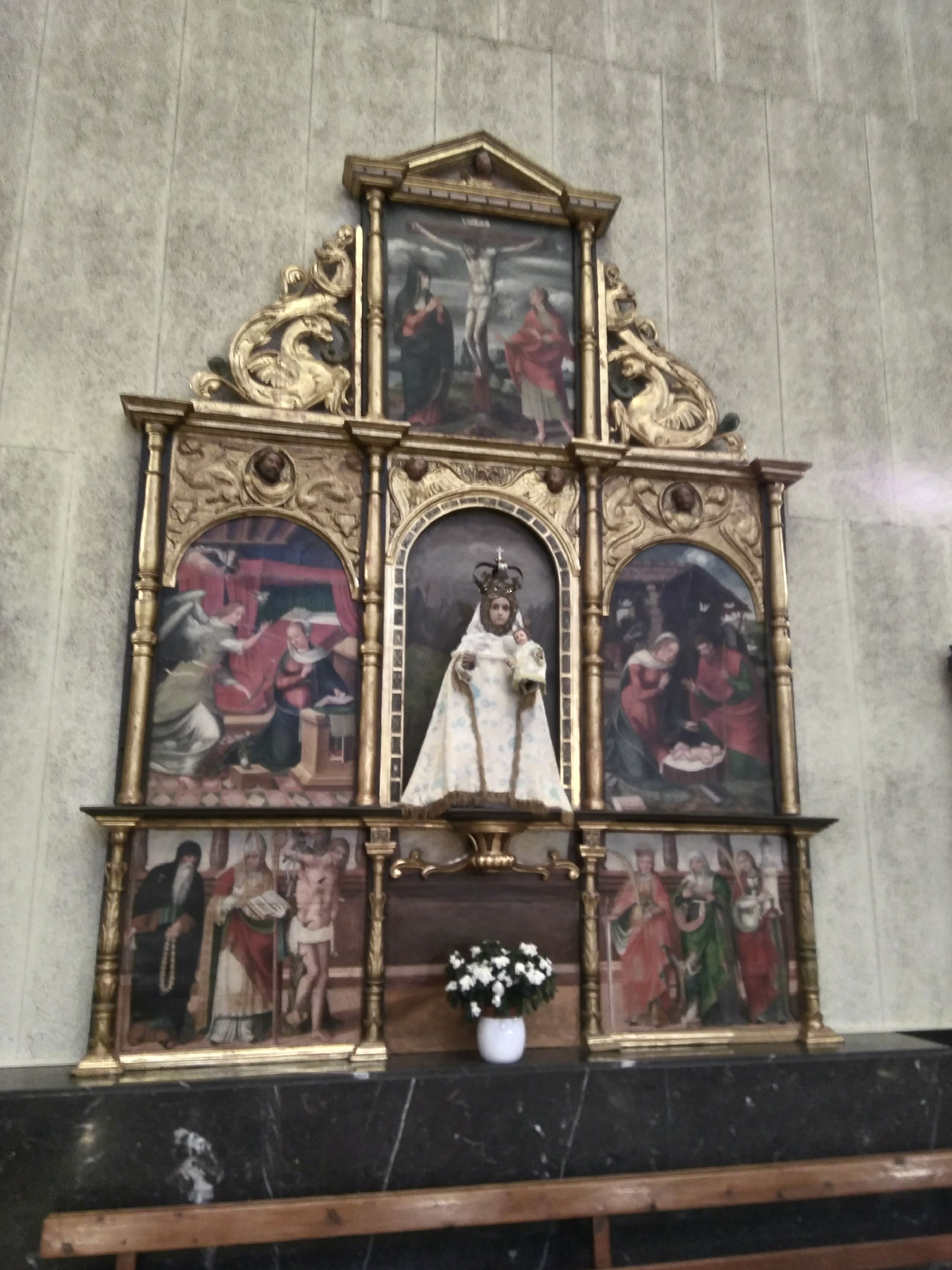
Retablo de Santa María procedente de Arce
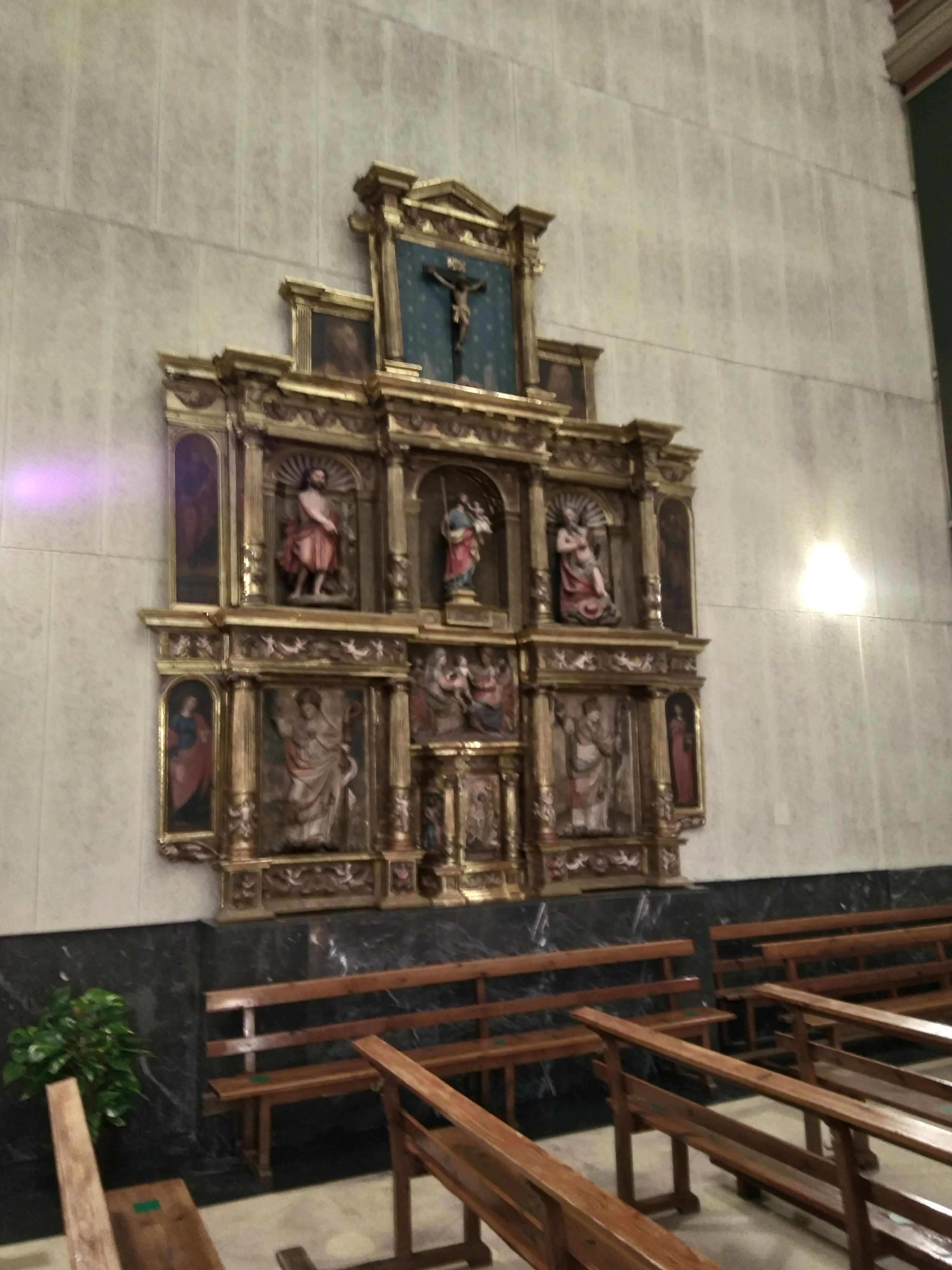
Retablo Mayor
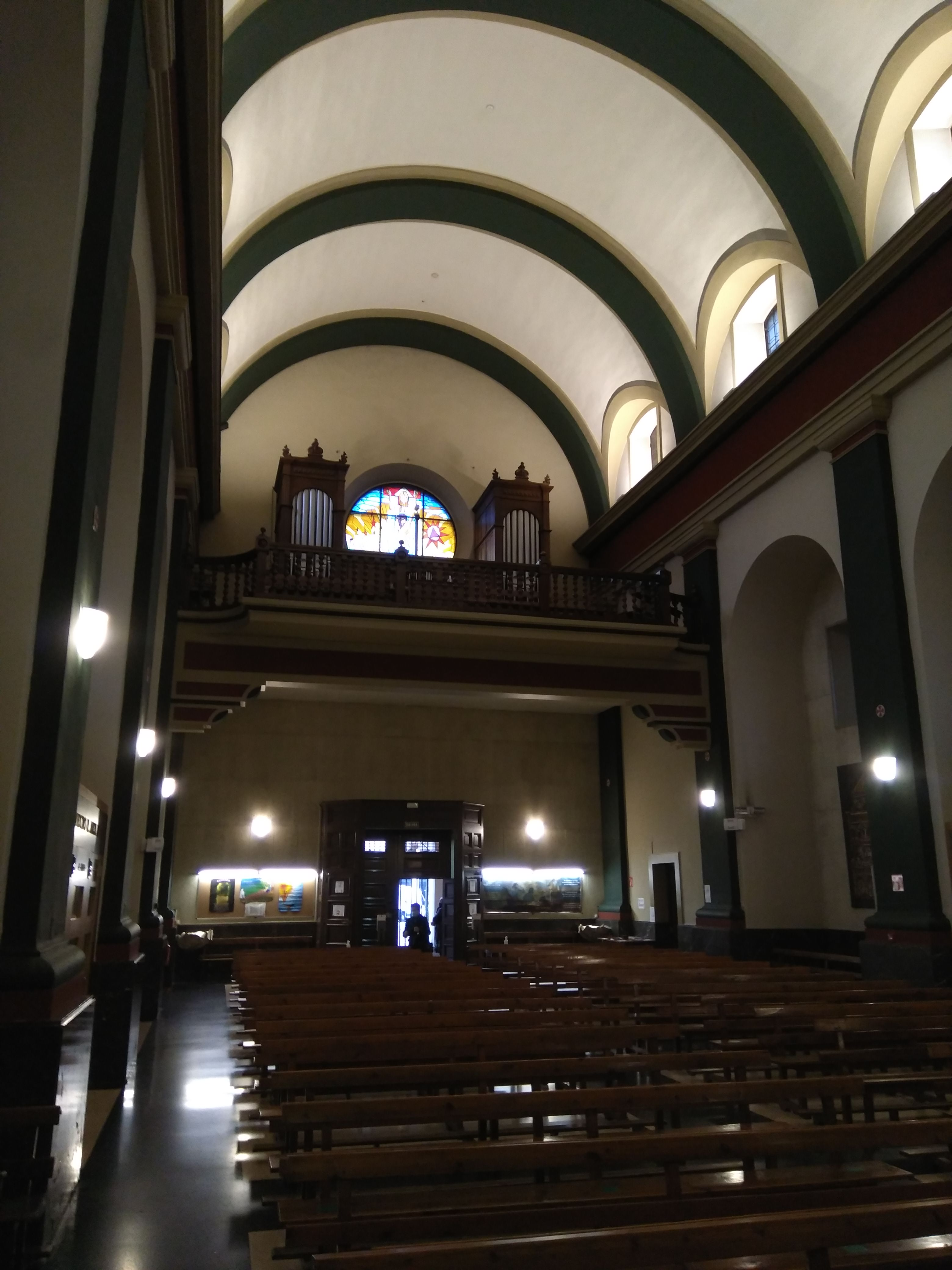
Coro
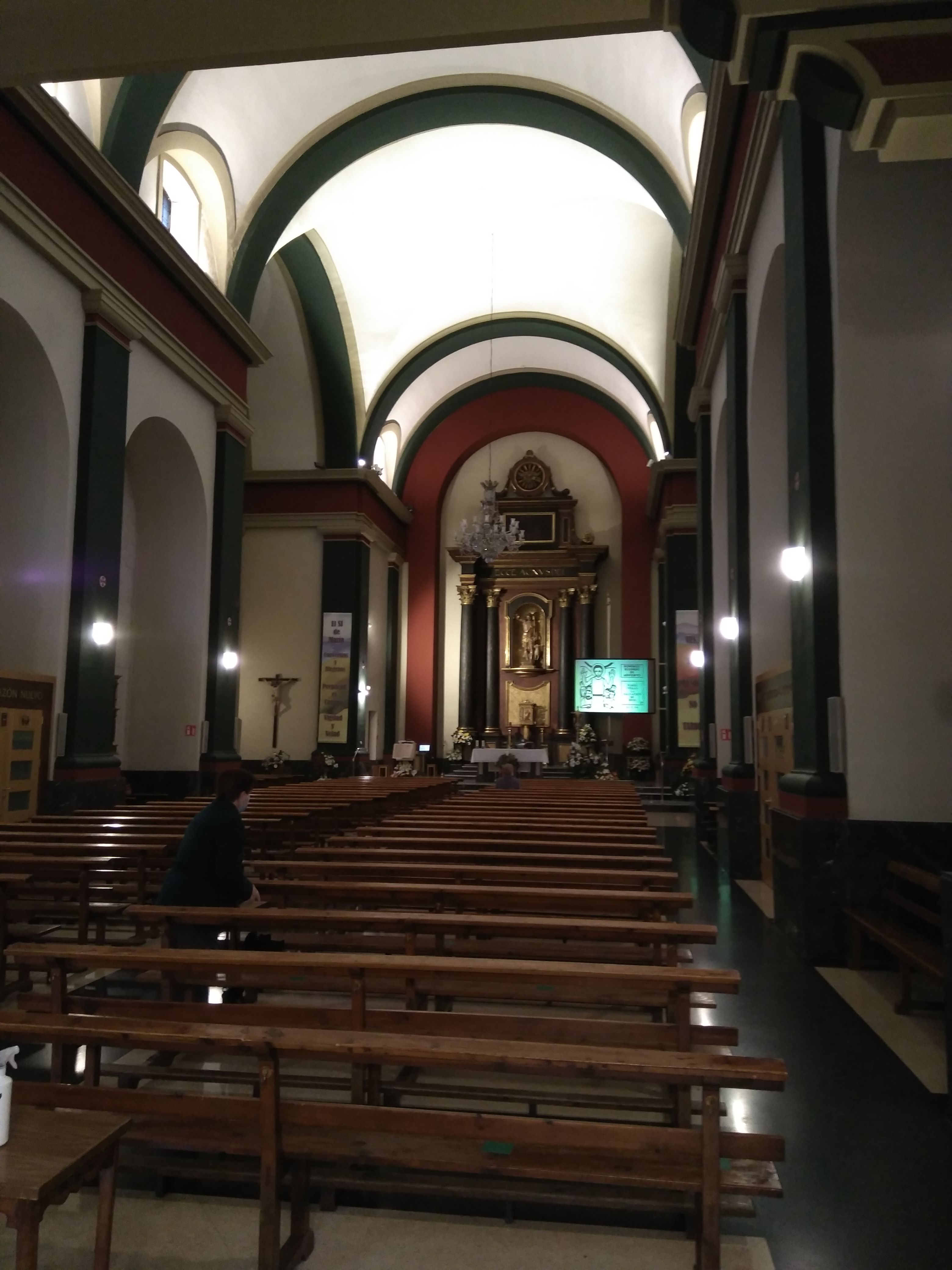
Nave Interior

Dentro de la sacristía se encuentran varias piezas de orfebrería importantes. Entre ellas destaca un cáliz de plata fechado en 1851. 
Desde su nueva inauguración estos han sido los párrocos de la iglesia:
- Basilio Armendáriz (1918-1963)
- Babil Muruzábal (1963-1982)
- Felipe Goñi (1982-1983)
- Jesús Idoate (1998-2005)
- Ángel Echeverría (2005-...)

## Construcción de la iglesia
A finales de la primera mitad del siglo XX, la población de Burlada había crecido rápidamente. Por esta razón, la antigua iglesia que se encontraba en la parte vieja del pueblo (Plaza San Juan) se quedaba pequeña y había necesidad de construir una nueva iglesia más grande para que los feligreses pudieran ir al culto. Basilio Armendariz (1918-1963) se encontraba como párroco de la iglesia en ese momento.
Parte de los gastos de construcción de este nuevo templo fueron sufragados por las aportaciones voluntarias de los habitantes de la localidad. Para ello, se organizaron tómbolas, representaciones de obras de teatro o festivales.
También hubo gente del pueblo que participó trabajando en su construcción.
Durante los años posteriores a su inauguración,  parte de la vida social se celebraba en torno a las principales fiestas religiosas y por tanto tenían como centro este edificio. Se destacan dos fechas:
- Procesión del Corpus Christi en las que se recorría con el Santo en procesión a lo largo de las principales calles del pueblo.
- Festividad de Santa Quiteria (22 de mayo). En la iglesia se conserva una reliquia que se sacaba durante ese día en la misa y en la procesión.

En la actualidad, las fiestas patronales de la localidad se celebran en honor a la Virgen de la Asunción el 15 de agosto.
En la iglesia de San Juan Bautista, se celebra la Misa Mayor. Al término de la misma, se realiza una procesión en honor a la Virgen y en la plaza junto al templo, se pueden ver las actuaciones de danzas  a cargo del grupo de Danzas de la localidad “Larratz” y  de la comparsa de Gigantes y Cabezudos del pueblo. La banda de música municipal también participa en el evento